# Baliza Isla Bermejo
La baliza Isla Bermejo es una baliza no habitada de la Armada Argentina ubicada en la Provincia de Buenos Aires. Se encuentra en la ubicación 39°00′07″S 62°02′06″O / -39.00194, -62.03500 en el extremo noreste de la Isla Bermejo. El nombre de la baliza surge de la isla en la que se asienta. La baliza tiene una altura de 14,5 m, se trata de una estructura de torre troncopiramidal con franjas horizontales blancas y rojas.